# Continental O-470
Continental O-470 ist eine Baureihe von luftgekühlten Sechszylinderboxermotoren, die von dem US-amerikanischen Hersteller Continental Motors speziell für die Verwendung in Kleinflugzeugen entwickelt wurde. Die Motoren wurden sowohl als Vergasermodelle (Typbezeichnung O-) als auch als Einspritzmotoren (Typbezeichnung IO-) hergestellt.
Die Baureihe beinhaltet ebenfalls die Modelle E165, E185, E225, E260 und diverse Sondermodelle. Produziert wurde sie von 1950 bis 1986.

## Konstruktion und Entwicklung
Der erste Motor der Baureihe war der E165 mit einem Hubraum von 7,7 Litern und einer Leistung von 165 PS (121 kW). Er war ebenfalls der erste Motor der E-Serie von Continental. Spätere Modelle erhielten die Bezeichnung E185 mit 185 PS (136 kW) und E225 mit 225 PS (165 kW). Nachdem das US-Militär diesen drei Motoren der Baureihe die Bezeichnung O-470 gegeben hatte, übernahm das Unternehmen die Bezeichnung für alle zukünftigen Modelle.
Die Baureihe O-470 deckt ein breites Spektrum von Leistungen zwischen 213 PS (157 kW) und 260 PS (191 kW) ab. Die Entwicklung der ersten Motoren begann bereits in den späten 1940er Jahren. Die erste Musterzulassung nach den US Civil Air Regulations wurde am 23. Oktober 1950 beantragt und 19. Januar 1951 erteilt.

## Varianten

### Vergasermodelle
E165-2: 165 PS (121 kW) bei 2050 min−1, Trockengewicht 351 lb (159 kg), Marvel-Schebler MA-4-5 Vergaser
E165-3: 165 PS (121 kW) bei 2050 min−1, Trockengewicht 352 lb (160 kg), Bendix-Stromberg PS-5C oder PS-5CD Vergaser
E165-4: 165 PS (121 kW) bei 2050 min−1, Trockengewicht 344 lb (156 kg), Bendix-Stromberg PS-5C oder PS-5CD Vergaser
E185-1: 205 PS (151 kW) bei 2600 min−1 für fünf Minuten, 185 PS (136 kW) bei 2300 min−1 dauerhaft, Trockengewicht 344 lb (156 kg), Bendix-Stromberg PS-5C oder PS-5CD Vergaser
E185-2: 185 PS (136 kW) bei 2300 min−1, Trockengewicht 351 lb (159 kg), Marvel-Schebler MA-4-5 Vergaser
E185-3: 205 PS (151 kW) bei 2600 min−1 für fünf Minuten, 185 PS (136 kW) bei 2300 min−1 dauerhaft, Trockengewicht 352 lb (160 kg), Bendix-Stromberg PS-5C oder PS-5CD Vergaser
E185-5: 185 PS (136 kW) bei 2300 min−1, Trockengewicht 343 lb (156 kg), Bendix-Stromberg PS-5C oder PS-5CD Vergaser
E185-8: 205 PS (151 kW) bei 2600 min−1 für fünf Minuten, 185 PS (136 kW) bei 2300 min−1 dauerhaft, Trockengewicht 344 lb (156 kg), Bendix-Stromberg PS-5C oder PS-5CD Vergaser, baugleich mit E185-1, aber mit verändertem Anlasser
E185-9: 205 PS (151 kW) bei 2600 min−1 für fünf Minuten, 185 PS (136 kW) bei 2300 min−1 dauerhaft, Trockengewicht 352 lb (160 kg), Bendix-Stromberg PS-5C oder PS-5CD Vergaser, baugleich mit E185-3 aber mit verändertem Anlasser
E185-10: 205 PS (151 kW) bei 2600 min−1 für fünf Minuten, 185 PS (136 kW) bei 2300 min−1 dauerhaft, Trockengewicht 352 lb (160 kg), Bendix-Stromberg PS-5C oder PS-5CD Vergaser.
E185-11: 205 PS (151 kW) bei 2600 min−1 für fünf Minuten, 185 PS (136 kW) bei 2300 min−1 dauerhaft, Trockengewicht 344 lb (156 kg), Bendix-Stromberg PS-5C oder PS-5CD Vergaser, baugleich mit E185-8 aber mit überarbeiteter Motorhalterung
E225-2: 225 PS (165 kW) bei 2650 min−1, Trockengewicht 359 lb (163 kg). musterzugelassen am 19. Juli 1951.
E225-4: 225 PS (165 kW) bei 2650 min−1, Trockengewicht 355 lb (161 kg). musterzugelassen am 5. Juli 1952.
E225-8: 225 PS (165 kW) bei 2650 min−1, Trockengewicht 347 lb (157 kg). musterzugelassen am 12. Juli 1950.
E225-9: 225 PS (165 kW) bei 2650 min−1, Trockengewicht 363 lb (165 kg). musterzugelassen am 30. Oktober 1950.
GE260-2X: 260 PS (191 kW), Modell für die Robertson Skylark SRX-1
O-470-2: 250 PS (184 kW) bei 2600 min−1, Trockengewicht 484 lb (220 kg), Modell mit Turbolader. musterzugelassen am 2. Februar 1955.
O-470-4: 225 PS (165 kW) bei 2600 min−1, Trockengewicht 415 lb (188 kg), vorherige Bezeichnung 0-470-13B. Baugleich mit the Model 0-470-13A, aber mit Bendix-Stromberg Model PS-5CD Vergaser statt des PS-5C. musterzugelassen am 19. Januar 1951.
O-470-7: militärische Variante ohne Musterzulassung, baugleich mit E185-3, 205 PS (151 kW) bei 2600 min−1, Trockengewicht 352 lb (160 kg), Bendix-Stromberg PS-5C oder PS-5CD Vergaser. Ausgerüstet mit 18 mm Zündkerzen lautet die Bezeichnung 0-470-7A.
O-470-11: 213 PS (157 kW) bei 2600 min−1, Trockengewicht 391 lb (177 kg), musterzugelassen am 19. Januar 1951.
O-470-11B: 213 PS (157 kW) bei 2600 min−1, Trockengewicht 391 lb (177 kg), baugleich mit 0-470-11, aber mit Zylindern und Kolben des 0-470-15, musterzugelassen am 19. Januar 1951.
O-470-13: 225 PS (165 kW) bei 2600 min−1, Trockengewicht 415 lb (188 kg), musterzugelassen am 19. Januar 1951.
O-470-13A: 225 PS (165 kW) bei 2600 min−1, Trockengewicht 415 lb (188 kg), baugleich mit the 0-470-13, aber mit zusätzlichem Abgriff für den Tachometer über den Nockenwellenantrieb, musterzugelassen am 19. Januar 1951.
O-470-15: 213 PS (157 kW) bei 2600 min−1, Trockengewicht 405 lb (184 kg), musterzugelassen am 19. Januar 1951.
O-470-A: 225 PS (165 kW) bei 2600 min−1, Trockengewicht 378 lb (171 kg). musterzugelassen am 4. Dezember 1952.
O-470-B: 240 PS (177 kW) bei 2600 min−1, Trockengewicht 410 lb (186 kg), musterzugelassen am 4. Dezember 1952.
O-470-E: 225 PS (165 kW) bei 2600 min−1, Trockengewicht 390 lb (177 kg), baugleich mit O-470-A, aber mit Falldruckvergaser. musterzugelassen am 4. Dezember 1952.
O-470-G: 240 PS (177 kW) bei 2600 min−1, Trockengewicht 432 lb (196 kg), baugleich mit O-470-M, abgesehen von der Kurbelwellendämpfung, überarbeitetem Ölsumpf, verändertem Lufteinlass und veränderter Aufhängung, musterzugelassen am 4. Dezember 1952.
O-470-H: 240 PS (177 kW) bei 2600 min−1, Trockengewicht 495 lb (225 kg), baugleich mit O-470-B mit verlängerter Propellerachse für Pusher-Konfiguration, musterzugelassen am 4. Dezember 1952.
O-470-J: 225 PS (165 kW) bei 2550 min−1, Trockengewicht 378 lb (171 kg), baugleich mit O-470-A mit verringerter Drehzahl, musterzugelassen am 4. Dezember 1952.
O-470-K: 230 PS (169 kW) bei 2600 min−1, Trockengewicht 404 lb (183 kg), baugleich mit O-470-J mit verringerter Drehzahl, veränderter Kurbelwellendämpfung, maskenformgegossenen Zylinderköpfen und überarbeiteter Motorhalterung, musterzugelassen am 4. Dezember 1952.
O-470-L: 230 PS (169 kW) bei 2600 min−1, Trockengewicht 404 lb (183 kg), baugleich mit O-470-K, aber mit veränderter Vergaserposition und überarbeitetem Ölsumpf, musterzugelassen am 4. Dezember 1952.
O-470-M: 240 PS (177 kW) bei 2600 min−1, Trockengewicht 410 lb (186 kg), baugleich mit O-470-B, aber mit veränderter Kurbelwellendämpfung, maskenformgegossenen Zylinderköpfen, musterzugelassen am 4. Dezember 1952.
O-470-N: 240 PS (177 kW) bei 2600 min−1, Trockengewicht 410 lb (186 kg), baugleich mit O-470-M, aber mit veränderter Kurbelwellendämpfung, musterzugelassen am 4. Dezember 1952.
O-470-P: 240 PS (177 kW) bei 2600 min−1, Trockengewicht 432 lb (196 kg), baugleich mit O-470-G, aber mit veränderter Kurbelwellendämpfung, musterzugelassen am 4. Dezember 1952.
O-470-R: 230 PS (169 kW) bei 2600 min−1, Trockengewicht 401 lb (182 kg), baugleich mit O-470-L, aber mit veränderter Kurbelwellendämpfung, musterzugelassen am 4. Dezember 1952.
O-470-S: 230 PS (169 kW) bei 2600 min−1, Trockengewicht 401 lb (182 kg), baugleich mit O-470-R mit Ölkühlung der Kolben, musterzugelassen am 4. Dezember 1952.
O-470-T: 230 PS (169 kW) bei 2400 min−1, Trockengewicht 410 lb (186 kg), baugleich mit the O-470-S mit verändertem Kurbelgehäuse und Maximaldrehzahl, musterzugelassen am 4. Dezember 1952.
O-470-U: 230 PS (169 kW) bei 2400 min−1, Trockengewicht 412 lb (187 kg), baugleich mit the O-470-S mit veränderter Maximaldrehzahl und Kurbelwellendämpfer, musterzugelassen am 4. Dezember 1952.

### Einspritzermodelle
IO-470-A: 240 PS (177 kW) bei 2600 min−1, Trockengewicht 432 lb (196 kg), mit Einspritzsystem TCM 5580, musterzugelassen am 4. Dezember 1952.
IO-470-C: 250 PS (184 kW) bei 2600 min−1, Trockengewicht 410 lb (186 kg), mit Einspritzsystem TCM 5620 oder 5827, musterzugelassen am 4. Dezember 1952.
IO-470-D: 260 PS (191 kW) bei 2625 min−1, Trockengewicht 426 lb (193 kg), mit Einspritzsystem TCM 5648, 5808 oder 5832, musterzugelassen am 14. Oktober 1958.
IO-470-E: 260 PS (191 kW) bei 2625 min−1, Trockengewicht 429 lb (195 kg), mit Einspritzsystem TCM 5648, 5808 oder 5832, musterzugelassen am 26. November 1958.
IO-470-F: 260 PS (191 kW) bei 2625 min−1, Trockengewicht 426 lb (193 kg), mit Einspritzsystem TCM 5648, 5808 oder 5832, musterzugelassen am 3. Dezember 1958.
IO-470-G: 250 PS (184 kW) bei 2600 min−1, Trockengewicht 431 lb (195 kg), mit Einspritzsystem TCM 5648, 5808 oder 5832, musterzugelassen am 30. März 1959.
IO-470-H: 260 PS (191 kW) bei 2625 min−1, Trockengewicht 432 lb (196 kg), mit Einspritzsystem TCM 5620-2, musterzugelassen am 7. August 1959.
IO-470-J: 225 PS (165 kW) bei 2600 min−1, Trockengewicht 400 lb (181 kg), mit Einspritzsystem TCM 5612-1, musterzugelassen am 31. Juli 1959.
IO-470-K: 225 PS (165 kW) bei 2600 min−1, Trockengewicht 400 lb (181 kg), mit Einspritzsystem TCM 5807, musterzugelassen am 9. Juni 1960.
IO-470-L: 260 PS (191 kW) bei 2625 min−1, Trockengewicht 429 lb (195 kg), mit Einspritzsystem TCM 5648, 5808 oder 5832, musterzugelassen am 9. März 1960.
IO-470-LO: 260 PS (191 kW) bei 2625 min−1, Trockengewicht 429 lb (195 kg), mit Einspritzsystem TCM 5648, 5808 oder 5832, musterzugelassen am 26. September 1967.
IO-470-M: 260 PS (191 kW) bei 2625 min−1, Trockengewicht 428 lb (194 kg), mit Einspritzsystem TCM 5648, 5808 oder 5832, musterzugelassen am 10. März 1960.
IO-470-N: 260 PS (191 kW) bei 2625 min−1, Trockengewicht 432 lb (196 kg), mit Einspritzsystem TCM 5830, musterzugelassen am 9. Juni 1960.
IO-470-P: 250 PS (184 kW) bei 2600 min−1, Trockengewicht 472 lb (214 kg), mit Einspritzsystem TCM 5648, musterzugelassen am 31. März 1961.
IO-470-R: 250 PS (184 kW) bei 2600 min−1, Trockengewicht 431 lb (195 kg), mit Einspritzsystem TCM 5648, 5808 oder 5832, musterzugelassen am 7. Oktober 1960.
IO-470-S: 260 PS (191 kW) bei 2625 min−1, Trockengewicht 429 lb (195 kg), mit Einspritzsystem TCM 5648, 5808 oder 5832, musterzugelassen am 10. Mai 1961.
IO-470-T: 250 PS (184 kW) bei 2600 min−1, Trockengewicht 475 lb (215 kg), mit Einspritzsystem TCM 5648, musterzugelassen am 1. Juli 1963.
IO-470-U: 260 PS (191 kW) bei 2625 min−1, Trockengewicht 426 lb (193 kg), mit Einspritzsystem TCM 5648, 5808 oder 5832, musterzugelassen am 28. August 1963.
IO-470-V: 260 PS (191 kW) bei 2625 min−1, Trockengewicht 426 lb (193 kg), mit Einspritzsystem TCM 5648, 5808 oder 5832, musterzugelassen am 15. Juni 1965.
IO-470-VO: 260 PS (191 kW) bei 2625 min−1, Trockengewicht 426 lb (193 kg), mit Einspritzsystem TCM 5648, 5808 oder 5832, musterzugelassen am 26. September 1967.
GIO-470-A
TSIO-470-B
LIO-470-A: 250 PS (184 kW) bei 2600 min−1, Trockengewicht 475 lb (215 kg), mit Einspritzsystem TCM 6022. Baugleich mit an IO-470-T mit entgegengesetzt drehender Kurbelwelle zum Einsatz in zweimotorigen Flugzeugen., musterzugelassen am 18 March 1964.
FSO-470-A: 260 PS (191 kW) bei 3000 min−1, Trockengewicht 533 lb (242 kg), Modell mit Turbolader speziell für den Einsatz in Hubschraubern, musterzugelassen am 2. Februar 1955.

## Verwendung
E165
- Boisavia Mercurey
- Luscombe 11

E185
- Beechcraft Bonanza
- Macchi M.B.320
- Muniz Casmuniz 52
- Ryan Navion

E225
- Beechcraft Bonanza
- T-34 Mentor
- Fletcher FD-25
- Fletcher FL-23
- Ryan Navion

E260
- Robertson SRX-1 Skyshark

O-470
- Associated Air Liberty 181
- Beechcraft Bonanza
- Bellanca Cruisemaster
- Cessna 180
- Cessna 182
- Cessna 187
- Cessna 188
- Cessna 310
- DINFIA IA 53
- Falconar SAL Mustang
- Fanaero-Chile Chincol
- Fuji KM-2
- HAL Krishak

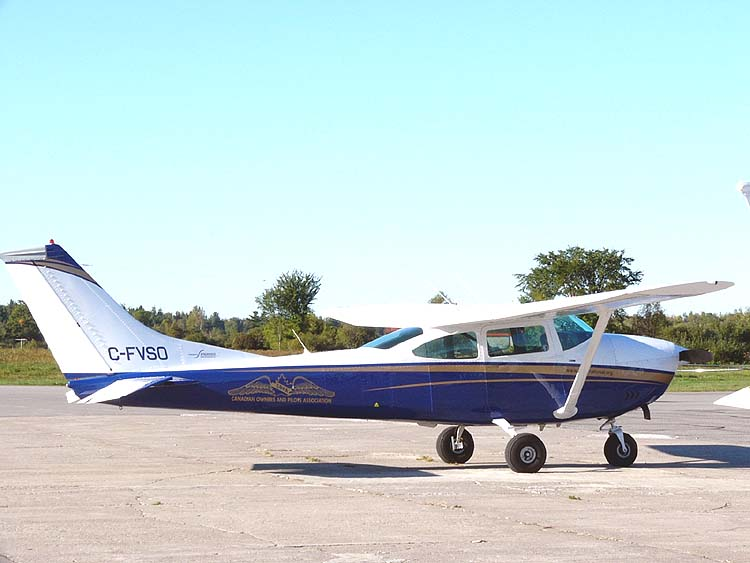
Cessna 182K mit einem Continental O-470R

- Maestranza Central de Aviación HF XX-02
- Meyers 200
- O-1 Bird dog
- PZL-104 Wilga
- SIAI-Marchetti FN.333 Riviera
- St-Just Cyclone
- Stinson 108 (modifiertes Modell mit ergänzender Musterzulassung)
- Taylorcraft Ranch Wagon
- Yeoman Cropmaster

IO-470
- Auster AOP.9
- Beechcraft Baron
- Beechcraft Bonanza
- Cessna 185
- Cessna 210A
- Cessna 310
- Meyers 200
- Navion G Rangemaster
- PAC Fletcher
- Procaer Picchio
- Ryan Navion
- Aérotrain 01